# ESPN Extra (Ecuador)
ESPN Extra fue un canal de televisión por suscripción ecuatoriano dedicado a la transmisión específicamente del fútbol de ese país.

## Cobertura deportiva
- Serie A de Ecuador[1]
- Serie B de Ecuador (tres partidos por jornada)[1]